# Károlyi Mihály (miniszterelnök)
Gróf nagykárolyi Károlyi Mihály Ádám György Miklós (Budapest, 1875. március 4. – Vence, Franciaország, 1955. március 19.) politikus, miniszterelnök, az első magyar köztársasági elnök, emigráns baloldali, a második világháború után rövid ideig követ. Gróf Károlyi Gyula miniszterelnök unokatestvére konzervatív arisztokratából vált radikális demokratává és ellenzéki politikusként a Monarchiában fennálló rendszer kérlelhetetlen kritikusává, majd az őszirózsás forradalom és az első magyar polgári demokrácia vezetőjévé. A második világháború után több évtizedes emigrációból hazatérve rövid ideig párizsi követ volt, de 1949-ben Rajk László letartóztatásának hatására ismét emigrációba vonult. Bírálói „vörös grófként” szokták emlegetni. A Horthy-korszak idején Franciaországban, majd 1949-től haláláig szintén francia emigrációban élt.
Politikai tevékenységének megítélése végletesen ellentmondásos, bár abban általános az egyetértés, hogy gyenge kezű, kudarcos vezető volt. Ezen túl azonban a Horthy-korszakban benne találták meg Trianon egyik fő okozóját, hazaárulóként ítélték el, míg a másik oldalon azt az államférfit tisztelték benne, aki felismerte, hogy a Monarchia vezetőinek bűnös háborús politikája Magyarországot az első világháborús katasztrófába sodorja, és a maga módján megpróbált tenni ez ellen. Megítélésének ezek az ellentmondásai a 21. század elején is tovább élnek a magyar belpolitika különböző oldalai között.
Féltestvére, gróf nagykárolyi Károlyi József (1884–1934), Fejér vármegye főispánja, országgyűlési képviselő, az egyik kiemelkedő legitimista politikus a Horthy-korszakban; 1918-ban a forradalom kitörésekor Károlyi József gróf lemondott állásáról és a legagresszívebb ellenfele lett Károlyi Mihály kormányának.

## Élete

### Családja
Családja a magyar arisztokrácia legfelsőbb körébe tartozó ősi magyar főnemesi gróf Károlyi család, tiszántúli nagybirtokokkal. Szülei unokatestvérek: apja gróf nagykárolyi Károlyi Gyula, édesanyja gróf nagykárolyi Károlyi Georgina, testvére Pappenheim Siegfriedné Károlyi Erzsébet. Felesége gróf csíkszentkirályi és krasznahorkai Andrássy Katinka, akivel 1914. november 6-án kötött polgári házasságot Budapesten, egyházi esküvőjük a Mátyás-templomban volt 1914. november 7-én.

### Gyermek- és ifjúkora

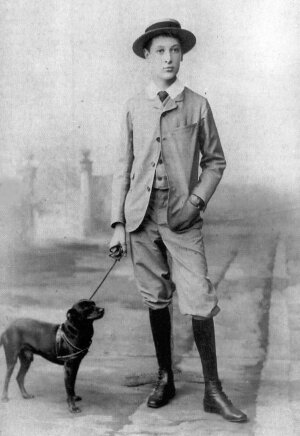
Károlyi Mihály, Franzensbad csehországi üdülőhely (1890 körül)

Károlyi Mihály 1875. március 4-én született a pesti, belvárosi arisztokrata palotanegyedben található Károlyi-palotában. Az unokatestvérek házasságából származó Károlyi komoly fejlődési rendellenességgel, nyúlszájjal és farkastorokkal (nyitott szájpadlással) született, betegsége mélyen meghatározta egész gyermekkorát és személyiségfejlődését.
Anyja TBC-ben korán elhunyt, apja hamar újranősült. A normál beszédképzésre képtelen, gyenge testalkatú fiút apja alkalmatlannak tartotta komolyabb karrierre. Nevelését nagy odaadással özvegy anyai nagyanyja, Klarissza vállalta sógorával (későbbi férjével Károlyi Sándorral). A magányos, visszahúzódó kis Mihály nővérével együtt nagyanyjáék fóti kastélyában nevelkedett, kortársaktól elkülönülve, túlóvó gondoskodással.
14 évesen nagyanyja „harcias közbenjárására” Bécsben különleges műtétet végeztek rajta, a szájpadlás helyreállításával. A műtét sorsfordítónak bizonyult: Elkezdhetett beszélni tanulni. „Lélekölő beszédgyakorlatok következtek, amelyek során megedzették akaratomat, és rászoktattak arra, hogy sikerrel küzdjek a csüggedés ellen.” Neveltetése, ahogy az arisztokrata ifjakhoz illett, magántanítókra és papokra volt bízva. Az apja nem akarta, hogy tanuljon, még azt sem, hogy érettségit tegyen, csak a gazdálkodási ismereteket erőltette, leginkább a lótenyésztést, ám Károlyit nem érdekelte a gazdálkodás és állattenyésztés. Nagymamája intézte el, hogy magánúton, titokban érettségit tegyen. Közben természetesen a nyelveket, mint minden arisztokrata gyermeknek, tanulnia kellett. 16 évesen már az angol parlament ülésén hallgatta az aznapi vitát, és a legjelentősebb angol politikusok asztalánál ült. Nagybátyja és Apponyi Albert gróf kíséretében járt Angliában. Élete során három idegen nyelven tanult meg tökéletesen: angolul, németül és franciául.
Gondolkodását, jellemét az iskolán kívüli hatások alakították: a Károlyi családon belüli hagyományos Habsburg-gyűlölet, nevelőapja, Károlyi Sándor 48-as hagyományokon nyugvó világnézete, parasztokat gazdaszövetkezetekbe szervező elképzelése, illetve apjának kiegyezéspárti politikai álláspontja. Olvasmányélményei, így a francia Encyclopédie, Verne regényei, Tamás bátya kunyhója alapján alakult ki benne idealista rajongás a világ igazságának ügyéért. Marx Tőkéjét nevelőapjától kapta, ebből szívta magába a szocializmus ideáit, leginkább a tömegek kizsákmányolása elleni, a társadalmi igazságosság melletti eszméket.
Huszonévesen megszerezte jogi diplomáját, és 24 évesen, felnőttkorúvá válva belevetette magát a nagyúri szórakozásokba. Bár politikai ellenfelei igyekeztek utólag szemére vetni hedonista életvitelét, az igazság az, hogy Károlyi fiatalkori élete semmiben nem különbözött a hasonló korú arisztokraták életvitelétől. Legjobban utazni szeretett, még Ceylon szigetére is eljutott, de bejárta fél Európát, és többször volt az USA-ban. Ha itthon volt, legszívesebben lovaglással, lovaspólóval, vadászatokkal töltötte az időt, de szeretett kártyázni és sakkozni is. Minden technikai újdonság érdekelte: imádott autót vezetni, és amikor Louis Blériot egyik pilótatársa Magyarországra hozta azt a repülőt, amivel Blériot átszelte a La Manche-csatornát, addig alkudott a pilótával, amíg felszállhatott a híres repülőre, és mentek egy kört Budapest felett. Az ifjú Károlyi vakmerőségére jellemző volt, hogy az együléses gép vázára ült, és a vasrudakba kapaszkodva, lábát a levegőbe lógatva tette meg az utat. A fiatal mágnás 30 éves kora körül kezd komolyodni, és a politika, közélet felé fordulni.

### Ellenzékiként a Monarchiában
Nagybátyja, Károlyi Sándor hatására kapcsolódott be a szövetkezeti mozgalom szervezésébe. Konzervatív agráriusként 1901-ben a Szabadelvű Párt tagja lett, de az 1901-es választásokon a zilahi kerületben alulmaradt.

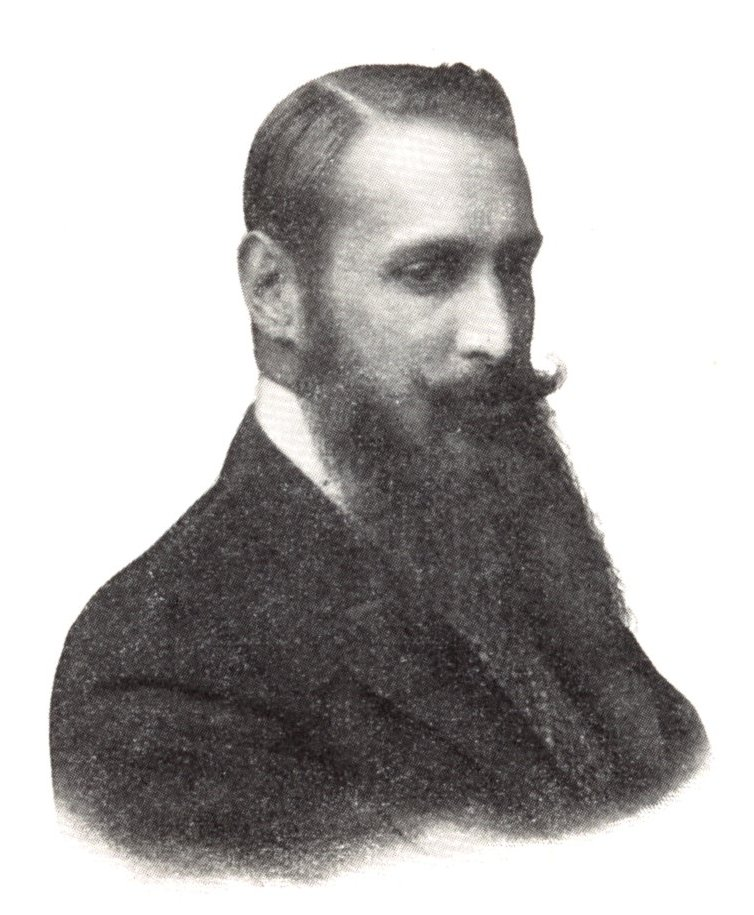
30 évesen, ellenzéki (48-as párti) képviselőként, 1905-ben

A Szabadelvű Pártból csakhamar kilépett és pártonkívüliként indult az 1905-ös választásokon, ahol mandátumot szerzett a pétervásári kerületben. Megválasztása után nem sokkal lépett be a Függetlenségi és Negyvennyolcas Pártba. Az 1906-os választásokon nem nyert mandátumot, ebben a ciklusban (azaz 1910-ig) felsőházi képviselő, 1909–1912 között az Országos Magyar Gazdasági Egyesület elnöke volt, 1910-ben pártonkívüli függetlenségi programmal választották képviselővé a kápolnai kerületben. 1912-ben a Justh-féle Függetlenségi Párthoz csatlakozott, aminek 1912–1913 között elnöke is volt. Amikor a különböző függetlenségi frakciók újraegyesültek, ő is belépett az Egyesült Negyvennyolcas és Függetlenségi Pártba.
A konzervativizmussal való szembefordulásának fontos állomása volt, amikor 1912 júniusában a véderőtörvény megszavaztatása után Tisza István parlamenti házelnök rendőri erőszakkal vetett véget az ellenzék tiltakozásának. Az ülésteremből eltávolított ellenzékiek ekkor fogtak össze a parlamenten kívüli demokratikus és szocialista ellenzékkel, hogy közös népgyűléseket rendezzenek. Károlyi az elsők egyikén – 1912. június 16-án Miskolcon – a polgári radikális demokrata Jászi Oszkár és a szociáldemokrata Landler Jenő mellett lépett fel szónokként.
1914-ben, a trónörökös meggyilkolásakor Amerikában volt előadókörúton Kunfi Zsigmonddal együtt. Hazafelé jövet, a világháború kitörése miatt, mint ellenséges ország állampolgárát, Franciaországban először augusztus 5-én, Le Havre-ban, majd augusztus 12-én Bordeaux-ban is letartóztatták és internálták. Az első letartóztatásra valójában nem volt jogalapja a franciáknak, mivel a Monarchiának csak augusztus 12-én üzentek hadat. Eugène Lautier (1867–1935) francia politikai újságíró hathatós segítségével szeptember 15-én kiengedték, miután becsületszavát adta, hogy a háborúban nem fog harcolni Franciaország ellen. A bordeaux-i hatóság által kiállított útlevéllel Spanyolország felé távozhatott az országból. Madridon, Barcelonán keresztül Genovába utazott és az akkor még semleges Olaszországon át hazatért.
1915 áprilisában önkéntesként bevonult a budapesti 1. honvéd huszárezredhez. Zászlósként, majd hadnagyként teljesített szolgálatot a fronton.
1916-ban Károlyi kilépett az Egyesült Függetlenségi Pártból és annak balszárnyából megalapította a Függetlenségi és 48-as (Károlyi) Pártot, vagy röviden Károlyi-pártot. Polgári demokratikus reformokat – földosztást és általános választójogot – és nemzetiségi egyenjogúságot követelt. Ellenezte az Osztrák–Magyar Monarchia és Németország szövetségét: ehelyett a dunai népek barátsága és az antantbarát külpolitika híveként érvelt a háborúval szemben.
Mindazonáltal Károlyi csak nagyon lassan, fokozatosan, és rövid időre vált ellenzéki vezéralakká, leginkább csak a háború utolsó éveiben. (Justh Gyula 1913 óta tartó visszavonulása és Kossuth Ferenc 1914-es halála óta hiányzott egy integráló személyiség.) Bár számos méltatójának visszaemlékezései úgy állítják be a korszakot mint Tisza és Károlyi heroikus küzdelmét, és már 1915-ben követelte az országgyűlésben Magyarország háborúból való kilépését; 1916-ig messze nem tartozott a politika élvonalába, „automobil-baleseteiről és kártyacsatáiról jóval többet hallott a közvélemény, mint parlamenti felszólalásairól.” A kormányzó erők igazi alternatívájának csak az után kezdett látszani, miután a háború okozta demoralizáció szelét sikeresen vitorlájába fogva, félredobta az addig hirdetett „politikai fegyverszünetet”. Békepártisága a háború utolsó évében igen népszerűvé tette.

### Károlyi és az őszirózsás forradalom
Az első világháború végén, a Monarchia és a dualista államrendszer összeomlása közepette körülötte mint a demokratikus és békepárti ellenzék vezetője körül alakult ki az a politikai szövetség, amely 1918. október 23-án az Astoria Szállóban Magyar Nemzeti Tanács néven ellenkormányt hirdetett. A testület alapító tagjai a Károlyi-féle Függetlenségi Párt, a Jászi Oszkár elnökölte Polgári Radikális Párt és a Garami Ernő és Kunfi Zsigmond által vezetett Magyarországi Szociáldemokrata Párt voltak, elnökévé Károlyi Mihályt választották. A Nemzeti Tanács október 25-én tizenkét pontos, Jászi által megfogalmazott kiáltványt tett közzé, amely a háború azonnali befejezését, az ország függetlenségének megteremtését, a demokratikus reformokat és a nemzetiségekkel való megbékélést követelte az ország területi egységének sérelme nélkül.
1918. október 31-én, az őszirózsás forradalom idején a tömegek benne látták azt a politikust, aki elősegítheti az ország megújhodását. Miután az utcai gyújtóbeszédektől feltüzelt, a Nemzeti Tanácsra felesküdött katonai egységek elfoglalták Budapest középületeit. Ezen a napon, amint a Pesti Hírlap 1918. november elsejei tudósítása is megemlékezik róla, délután öt óra körül egy fanatikus csoport herminamezei villájába berontva meggyilkolta Tisza István volt miniszterelnököt. A gyanú Károlyira illetve környezetére terelődött, ugyanis a feltételezett merénylők az Astoriából, Károlyi politikai központjától indultak Tisza villájához, és kapcsolatban álltak a Károlyi-féle nemzeti tanáccsal: a Tisza-per több vádlottja Károlyi szűkebb munkatársi köréhez tartozott (személyi titkára Kéri Pál, Fényes László), illetve a Károlyi-kormányban fontos vezető beosztást kapott (Friedrich István, Csernyák Imre, Pogány József). Ellenfelei szerint Károlyi személyes gyűlöletet is táplált Tisza gróf iránt. Károlyi azonnal elítélte a merényletet, majd két nappal később a ravatalra koszorút küldött. „Legnagyobb politikai ellenfelemnek, az emberi kiengesztelődés jeléül” felirattal. A Tisza-perben született ítélet indoklása ugyanakkor kimondta Károlyi és köre ártatlanságát a merényletben, és a jelenkori történetírás sem talált felelősségét megerősítő bizonyítékot.
Az uralkodó nevében József főherceg Károlyit nevezte ki miniszterelnökké, így közjogi szempontból a Károlyi Mihály-kormány legitim volt, Károlyi november elején felmentést kért és kapott az uralkodónak tett eskü alól, kormánya pedig „népkormányként” a Nemzeti Tanácsra esküdött fel. IV. Károly király novemberi lemondását követően az ideiglenes törvényhozói hatalmat gyakorló, addigra több száz fősre duzzadt Magyar Nemzeti Tanács november 16-án kikiáltotta a köztársaságot („népköztársaságot”, ami az akkori szóhasználat szerint többpártrendszerre épülő, általános és titkos választójogon alapuló parlamentáris demokráciát jelentett), majd 1919. január 11-én Károlyit ideiglenes köztársasági elnökké választotta és felhatalmazta a „néptörvények” elfogadásának jogával. A miniszterelnökséget Berinkey Dénes vette át. Bár elfogadtak egy új választói törvényt, azonban az általános választásokat csak 1919 áprilisára tűzték ki, amire a proletárdiktatúra miatt már nem kerülhetett sor, így Károlyi kormányát a nép nem erősítette meg hatalmában.

#### Belpolitikája

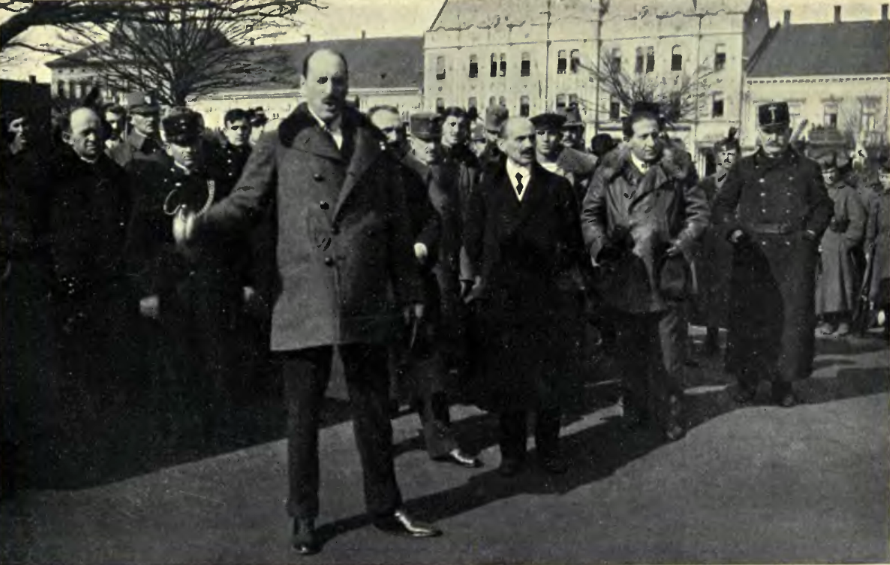
Károlyi (a kamerához legközelebbi) beszéd közben

A Károlyi-, illetve Berinkey-kormányok által beterjesztett, és a Nemzeti Tanács által elfogadott több mint negyven néptörvény és csaknem négyszáz rendelet közül az új választójogi törvény alapján minden bármelyik hazai nyelven írni-olvasni tudó 21 éven felüli férfi és 24 éven felüli nő szavazati jogot kapott. Az új törvény alapján tartandó általános választásokat 1919 áprilisára tűzték ki.
Törvénybe iktatták a sajtó-, az egyesülési és gyülekezési szabadságot. A háború következtében az összeomlás szélére sodródott gazdaság, a tömegessé vált nyomor és infláció körülményei között vezették be a szociális reformokat: a munkanélküli-segélyt, az adóhátralék elengedését, a 14 éven aluli gyermekek foglalkoztatásának betiltását, emelték a béreket, a leszerelt katonáknak jelképes végkielégítést adtak, tervezték a nyolc órás munkanap bevezetését és a társadalombiztosítás kiterjesztését. 1919. február 15-én a nagybirtokosok, a római katolikus egyház és a szociáldemokraták különböző javaslatait ütköztető heves viták után fogadták el a kisgazdapárti Nagyatádi Szabó István által előkészített földtörvényt, amely az 500 holdnál nagyobb magán- és a 200 holdnál nagyobb egyházi birtokok kártalanítás ellenében való kisajátítását, és egy-egy család eltartására alkalmas kis- és középbirtokokra való felosztását mondta ki. A parcellázást azonban csak Károlyi maga kezdte meg kápolnai birtokán 1919. február 23-án.
A demokratikus berendezkedés mellett a Károlyi-rendszer kormányai törekedtek a belső rend megszilárdítására is, de kevés sikerrel. 1919 februárjában a kormány rendőri erővel lépett fel két, nemrégiben megalakult szélsőséges szervezettel szemben: feloszlatta a diktatórikus jobboldali kormányzatot és a történelmi határok fegyveres védelmét követelő, Gömbös Gyula vezette Magyar Országos Véderő Egyesületet (MOVE); az 1919. február 20-i munkanélküli-tüntetés után – amely a Népszava budapesti szerkesztősége előtt fegyveres összetűzéshez vezetett – a Kommunisták Magyarországi Pártjának harminckét vezetőjét, köztük Kun Bélát vizsgálati fogságba záratta.

#### Nemzetiségi és katonapolitikája
A Monarchia háborús vereségének és összeomlásának következményeivel Károlyi új, polgári demokratikus kormánya az antantbarátság és a nemzetiségek egyenjogúsításának régóta hirdetett politikája alapján igyekezett szembenézni. Olyan széles körű autonómiát akart biztosítani a nemzetiségeknek, ahol például nemcsak az elemi iskolai, hanem a középiskolai oktatás is saját nyelvükön folyik. Ebben azok a nemzetiségek is részesülhettek, amelyek nem összefüggő területen helyezkedtek el, mint pl. a németek. Az egységes tömböt alkotó kisebbség területén kantonhoz hasonló szerveződések (entitások) megalakítását tervezték. Ilyen volt a szlovákok számára a Slovenská krajina, a ruszinoknak a Ruszka krajina, a szlovéneknek a Szlovenszka krajina, valamint Róth Ottó próbálta a Bánáti Köztársaságot kialakítani délen, az etnikailag rendkívül vegyes Bánságban.
A Magyarországtól elszakadni kívánó nemzetiségek azonban a Jászi Oszkár nemzetiségügyi miniszter által felajánlott föderalizációt – a „Keleti Svájc” koncepcióját – visszautasították, a győztes antanthatalmak szövetségeseiként pedig a szerb, a román, illetve a – belgrádi konvenció által nem is említett – cseh-szlovák haderő, azaz a „kisantant”, a belgrádi katonai konvenciót felrúgva elfoglalta a Délvidéket, Erdélyt, illetve a Felvidéket.
A közös hadseregben, melynek tisztikara nagyrészt Károlyi-ellenes volt, eredetileg is csak a magyarországi kiegészítésű ezredek negyedében volt 75%-nál magasabb a magyar katonák aránya, azonban ez a haderő az 1918-as honvédelmi miniszter, Szurmay Sándor tábornok szerint teljességgel elég lett volna a történelmi Magyarország határainak megvédésére. A hadügyminisztérium november 8-án leszerelési rendeletet adott ki, egyben új magyar hadsereg felállításáról is szólt. Linder Béla a Károlyi-kormány első hadügyminisztereként még a közös hadsereg leszerelését siettetve hangoztatta elhíresült kijelentését: „Nem kell hadsereg többé! Soha többé katonát nem akarok látni!” A hadseregszervezésben járatos, háborús frontparancsnoki tapasztalatokkal rendelkező Szurmay Sándor tábornokot, korábbi honvédelmi minisztert Károlyi utasítására letartóztatták, és internálták. Károlyi – az antant óhajának engedelmeskedve – hasonlóan járt el a Budapesten át hazatérőben lévő August von Mackensen német tábornaggyal is, a Balkán-hadsereg parancsnokával, aki Erdély felszabadításában játszott szerepe miatt a magyar lakosság körében nagy népszerűségnek örvendett. Mackensent a magyar kormány letartóztatta és kiszolgáltatta az angoloknak. A hadsereg leszerelését szorgalmazó Linder Béla hadügyminiszter, majd az ő harmadik utóda, Böhm Vilmos, valamint Stromfeld Aurél hadügyi államtitkár meg is kezdték a hadsereg újjászervezését, elrendelték a toborzásokat is, de ez lassan és akadozva haladt. A magyar egységeknek december végén francia megfigyelők szerint katonai szempontból „semmilyen értékük” nem volt.

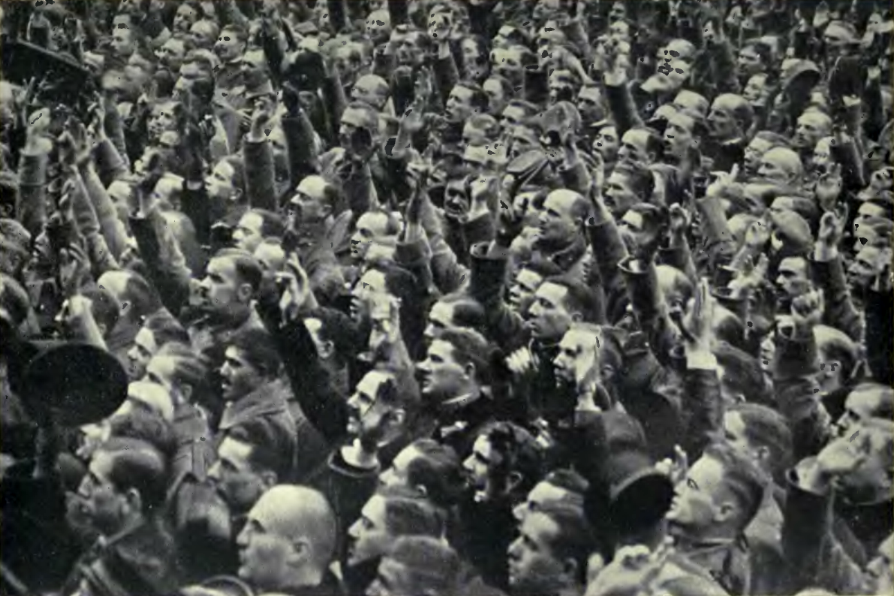
Frontról hazatért katonák esküdnek fel a győztes őszirózsás forradalomra és frissen alakult kormányára

A politikai gyakorlattal nem rendelkező, a tárgyalásokban naivan hívő Károlyi – pacifista és wilsonista politikája jegyében – attól tartott, hogy a katonai ellenállás rontaná Magyarország esélyeit a háborút lezáró békekonferencián: a konvenció megsértése miatt ismételten tiltakozott, de az antant jóindulatában és az etnikai határok Woodrow Wilson amerikai elnök által meghirdetett elvében bízva, illetve használható és lojális hadsereg hiányában a határok fegyveres védelmére nem adott utasítást. Ezt a politikát Kolozsvár 1918. december 24-i román megszállása után kezdte felülbírálni, s az új hadsereg felállításának koncepciójáról szóló minisztertanácsi vitában februárban már azt mondta: „Ha a jog és az igazság alapján nem tudjuk, fegyverrel a kezünkben készen akarunk állni arra, hogy létfeltételeinket visszaszerezzük.” 1919. március 2-án Szatmáron a székely alakulatoknak pedig kijelentette: „Mi végszükség esetében még fegyverrel is felszabadítjuk ezt az országot. […] Ha olyan békét akarnak velünk aláíratni, amely Magyarország feldarabolását jelenti, akkor […] én ezt a békét nem fogom aláírni.”

Ekkor menteni kellett volna, ami még menthető, vélekedett az I. világháború katonai szakírója, Julier Ferenc: 

„Magyar szempontból bizonyára az lett volna a helyes, ha október 20.-a után minden magyar csapat a lehető leggyorsabban hazavonul, hogy megvédje az országot. De még a dinasztia érdeke is ezt parancsolta. Magyarország volt a monarchia harci akaratának és kitartásának legelső támasza, Magyarország volt a Monarchia politikailag erősebb fele. A monarchia már a világháború alatt sem állhatott volna meg Magyarország nélkül. A világháború alkonyán pedig már csak Magyarország képviselt erőegységet. Ezért minden katonai erőfeszítésnek Magyarország védelmére kellett volna irányulnia. A nagy haderő azonban szinte megbabonázott állapotban várt az olasz fronton és ahelyett, hogy a megvédelmezendő területekbe visszasietett volna, ami közvetlenül október 20-a után, bár igen nagy anyagveszteséggel, de még tűrhető rendben – és bizonyára hasonlítatlanul jobb fegyelemben, mint 10 nappal később az ellenség nyomása alatt – megkezdhető lett volna, megérthető okok nélkül elfogadta az utolsó csatát, amelynek elvesztése alig lehetett kétséges. Csatavesztés a fegyverszünet és béketárgyalás előtt csak hátrányos lehetett.
November elsején jutottak hadvezetőségünk tudomására az október végén kért fegyverszünet megalázó feltételei. Az antant nem kívánt kevesebbet, mint a teljes leszerelést, a tüzérségi anyag felének átadását stb., és az átvonulási jogot a monarchia területén az antant-csapatok számára. Mindezt a hadvezetőség kénytelen volt november 3-án elfogadni, már csak azért is, mert a monarchia darabokra való oszlása ekkor már megtörtént és mert a magyar forradalmi kormány szomorú emlékezetű hadügyminisztere a magyar csapatok fegyverletételét követelte.
Az olaszok azonban a fegyverszünetet az elfogadás után csak 36 órával léptették életbe, aminek az lett az eredménye, hogy gyanútlan csapataink és hadtápalakulásaink jelentékeny része – több százezer fő – foglyul esett.
A balkáni arcvonalon már a magyar forradalmi kormány kötött fegyverszünetet Franchet d’Espèrey seregével, egész feleslegesen, minthogy az olaszokkal kötött megállapodás minden arcvonalra kiterjedt. Franchet d'Esperay aztán Horvát-Szlavonországnak teljes átadását, a Bácskának, a Bánátnak és Erdély déli felének kiürítését, valamint Mackensen havasalföldi seregének internálását követelte, ha ez magyar földön való átvonulása folyamán november 20.-ig az országot el nem hagyja.
A világháború után az ország még elegendő nyersanyaggal rendelkezett ahhoz, hogy tekintélyes védősereget tarthasson. Csak arra utalok, hogy a Károlyi-kormányzat több havi rombolása és területfeladása (tehát hadianyagvesztesége is) után a bolseviki uralom 1919 márciusa után, rövid idő alatt még 6 hadosztályra és 3 dandárra tagozott 110 000 főnyi haderőt tudott összeállítani, felszerelni, új ruhába öltöztetni és erős tüzérséggel felfegyverezni. Voltak repülőalakulatai és 30 és feles mozsarai.
Ha ezt a szervezési munkát nemzeti alapon álló kormányzat 1918 novemberében végzi el, akkor Magyarország mindhárom ellenfelével szemben elegendő és jó haderőt tud állítani. Semmi esetre sem szorul mai szűk határai közé. Vajon mikor tér vissza az 1918 végén elmulasztott kedvező alkalom?”

Gyakorlatilag az ellenállás hiánya rontotta az esélyeinket a béketárgyaláson. Mivel a Székely Hadosztályon kívül senki sem harcolt a megszálló csapatok ellen, az antant és későbbi kisantanterők akadálytalanul szállták meg az országot, jó tárgyalási pozíciókat szerezve a környező országoknak. Komolyabb ellentámadásra csak a Tanácsköztársaság alatt került sor (északi hadjárat).
A legújabb kutatások szerint nem lehet biztosan kimondani, hogy az 1918 őszén hazaáramló hadsereggel meg lehetett volna védeni az országot, részben a hadsereg morális állapota miatt (négy év háború után nem akartak harcolni), részben összetétele miatt (jelentős volt soraikban az ellenérdekelt nemzetiségiek száma).

#### A Vix-jegyzék és Károlyi bukása
1919. március 20-án Fernand Vix francia alezredes átadta a kormánynak a Párizsban ülésező békekonferencia döntését, a Vix-jegyzéket, ami – az oroszországi forradalom elleni intervenciót előkészítendő – engedélyezte, hogy a román csapatok a Szatmárnémeti-Nagykároly-Nagyvárad-Arad vonalig nyomuljanak előre, ettől nyugatra pedig az Alföldbe mélyen benyúló, Debrecent, Békéscsabát, Gyulát, Hódmezővásárhelyt és Szegedet is magába foglaló semleges zónát hozott volna létre. Károlyi úgy vélte, ez végleges rendezési terv, amit nem fogadhat el a kormány, ezért március 21-én a kabinet visszautasította a jegyzéket és lemondott.
Károlyi államfőnek megmaradva nemzeti ellenállást készült hirdetni, és a lemondott kormány helyére tiszta szociáldemokrata kabinetet kinevezni. 1919. március 2-i szatmárnémeti beszédei szerint, végül revideálta pacifista és antantbarát felfogását (aminek káros, egyoldalú voltára például Apponyi Albert gróf is figyelmeztette), és terveket szőtt az ország fegyveres védelmére, de ezeket már nem valósíthatta meg. A szociáldemokraták többsége ugyanis 21-én délután megállapodott a gyűjtőfogházban őrzött kommunistákkal a két párt egyesítéséről és a hatalom átvételéről. Másnap Károlyi aláírásával jelent meg a magyarországi Tanácsköztársaság hatalomátvételéről szóló proklamáció, amit később maga Károlyi és Berinkey miniszterelnök is hamisítványnak minősített.

### Emigrációban

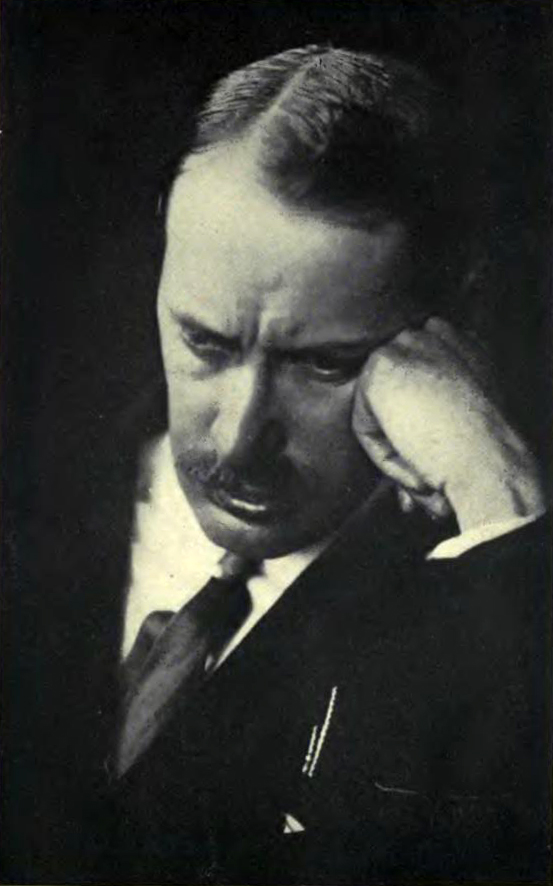
Emigrációban, 1923-ban

1919. július 4-én Károlyi emigrált, Ausztriában, Csehszlovákiában és Jugoszláviában élt. Az emigrációban határozott szélsőbaloldalra tolódása volt érzékelhető (e folyamatnak azonban már 1919-től kezdve mutatkoztak a jelei), valamint az, hogy – igaz, használhatatlannak bizonyuló és teljesen komolyan soha nem vett – eszközévé válik részben a kisantant politikájának, részben pedig a kommunista Szovjetuniónak.
Szinte kezdettől fogva, több októberista társával együtt – és emigráns szociáldemokratákkal tevékenykedve – élénk propagandatevékenységbe kezdett a formálódó Horthy-rendszer ellen. Főként az ellenséges kisantant létrehozóival, Masarykkal és Benešsel, valamint az ausztriai szociáldemokrata kancellárral, Karl Rennerrel igyekezett tárgyalni, a Nemzeti Hadsereg leszerelését és Horthy eltávolítását szerették volna elérni, akár az idegen csapatok segítségével is. A hatás csekély volt: Brenner és Beneš memorandumot küldtek a szövetségeseknek, de azok akkor már eldöntötték, hogy Horthy maradhat. 1920 januárjában amerikai körútra ment Jászival a közvéleményt felrázandó. De – amint ezt a prágai amerikai követ közölte Benešékkel – nem volt szívesen látott vendég; különös tekintettel arra, hogy egyre erősebben érezhető volt szimpátiája a kommunista ideológia iránt. Még Jászival sem tudott megállapodni a terjesztendő memorandum szövegéről (például Károlyi ki akart hagyni a szövegből a vörösterrort tárgyaló bármilyen részletet), Hock János, a Magyar Nemzeti Tanács egykori elnöke pedig egyáltalán a memorandum létét sem kívánta, éleslátással megjegyezvén, hogy
„egyetlen magyar embernek sem szabad ma a kormány helyzetét kifelé megnehezíteni”. A szocdemek is egyre növekvő gyanakvással nézték a gróf bolsevizmus iránti szimpátiáját, aki magát immáron szocialistának, sőt marxistának tekintette.
Károlyinak egyelőre mégis sikerült egy ideig ügye szolgálatába állítania a korábban mérsékelten jobboldali Bécsi Magyar Újságot; amely június 5-én, a trianoni békeszerződés aláírása után egy nappal közleményben üdvözölte az amúgy is nehéz helyzetben lévő Magyarországot a „fehérterror” miatt sújtó gazdasági blokádot, a későbbi cikkek hangneme pedig még keményebb lett: „Horthyn nem fognak a szavak, tettekkel kell őt porba sújtani. A brutalitásban az a rettenetes, hogy nem lehet brutalitás nélkül leküzdeni. Horthy cselekedeteivel az emberiség ellenségének mutatja magát ... tehát az emberiségnek vele szemben le kell mondania az emberiesség hagyományáról.”
1920 áprilisában Beneš azzal bízta meg a grófot, hogy használja fel egyre jobb kapcsolatait a kommunistákkal annak elérésére Moszkvánál, hogy a lengyel–szovjet háborúban épp győzelemre álló Vörös Hadsereg tartsa tiszteletben Kárpátalja és Szlovákia függetlenségét, amit a gróf valóban megpróbált elérni. Azonban a Vörös Hadsereget Pilsudski marsall vezetésével augusztusban váratlanul sikerült megverni (varsói csata), így a gróf szolgálata feleslegessé vált (egyébként a franciák Horthyéktól is beavatkozás iránt puhatolóztak; még területi revíziót is ajánlottak a katonai segítség fejében). Beneš pedig udvariasan közölte Károlyival, hogy többé nem tart igényt a szolgálataira.
A gróf emigráns környezetétől is egyre inkább elszigetelődött. Nem akarta például az októberi emigránsok csőd szélén álló lapját, a Bécsi Magyar Újságot az erre összegyűjtött pénzből megmenteni, mert ezzel becsapta volna az egykor a független demokratikus programra adakozó magyarokat, hiszen ő immár a „szocialista” Magyarországért akart küzdeni. Lepergett róla Jászi Oszkár minden figyelmeztetése is, hogy „az orosz vallás befolyása alatt” odadobja valódi történelmi szerepét, „a jobbágyság végleges felszabadítását”.[forrás?]
Távollétében a Horthy-rendszer 1923-ban hazaárulás és hűtlenség vádjával elítélte és vagyonát elkobozta. Ugyanebben az évben jelent meg „Egy egész világ ellen” című memoárkötete, amelyet Lorsy Ernő rendezett sajtó alá. 1924-től Londonban és Párizsban élt, az emigráció radikális szocialista, azaz „károlyista” szárnyának vezéregyénisége volt.
Bírálta a Horthy-rendszert, szót emelt és demonstratív gesztusokkal is tiltakozott a zsidótörvények majd a zsidóüldözés ellen. Hatvany Lajossal, aki tagja volt a Nemzeti Tanácsnak és akit a Horthy-rendszert bíráló írásai miatt 1927-ben bíróság elé állítottak, tíz évre megszakította kapcsolatát, amiért Hatvany „végtelenül gyengén viselkedett az ellene lefolytatott pör alkalmával, midőn megtagadott minden közösséget a baloldallal és a bírák megnyerése érdekében hazafias könnyeit törölgette” – írta. Amikor 1938-ban Hatvanynak másodízben is emigrálnia kellett, kibékült vele, hogy ezzel is demonstráljon a zsidóüldözések ellen. Magyarországi és emigrációban élő hívei hosszú időn át reménykedtek a polgári demokrácia visszatérésében az ő vezetése alatt; illegálisan hazacsempészett írásainak terjesztéséért, sőt olvasásáért is számosan vállalták a letartóztatás kockázatát.

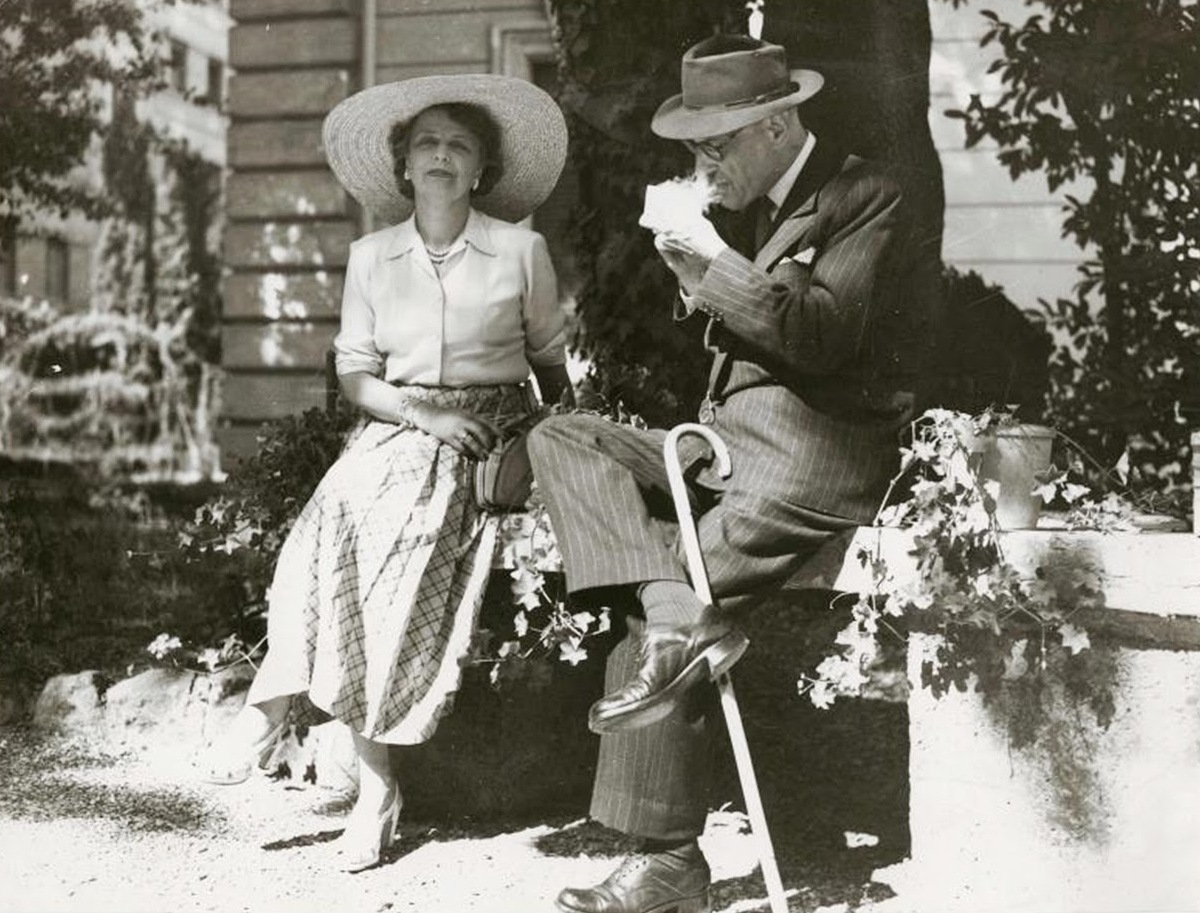
Feleségével a római magyar nagykövetség kertjében, 1942-ben

Károlyi számára az emigráció alatt központi kérdéssé vált a dunai népek megbékélése, aminek megvalósíthatóságában bízva keresett kapcsolatokat a kommunistákkal, és bízott a Szovjetunióval létrehozható náciellenes összefogásban. Ezért is vállalta a Világbizottság a Német Fasizmus Áldozatainak Megsegítésére nevű szervezet vezetését (felesége pedig megszerezte a Barna Könyv párizsi kiadásához szükséges dokumentumokat), tehát nem csupán megértést mutatott a szovjet rendszer felé, hanem a sztálini propaganda aktív eszköze lett. Hívei ekkorra már megfogyatkoztak: a második világháború kitörését megelőző hónapokban magyar emigráns kormány vagy bizottság létrehozását fontolgatta, amely a békekötéskor jobban képviselhetné majd Magyarországot, a háború alatt magyar szervezeteket hozott létre, földreformot tervezett, s a BBC magyar adásában felhívást tett közzé Horthy Miklós kormányzó „feudális és fasiszta” rendszerének lerombolására, valamint – a nyugat felé forduló magyarok tárgyalási pozícióit aláásva – tovább méltatta a sztálinista Szovjetunió szerepét a Duna menti Európa „felszabadításában”. Mindez viszonylag visszhangtalan maradt az emigránsszervezetek körében, ahol Károlyi nem volt népszerű. Fejtő Ferenc szerint, többek között a többi emigránssal való személyes és politikai ellentétei miatt, nem volt hajlandó sem a Molotov–Ribbentrop-paktumot elítélő nyilatkozat aláírására, de a beneši magyarellenes politika elleni tiltakozásban sem vett részt.

### Követként a koalíciós években
1945 áprilisában egyike volt annak a nyolc, Ideiglenes Nemzetgyűlés által választott személynek, akiket meghívtak a parlamentbe képviselőnek. Károlyi az 1945-ös választásokon nem indult, ismét a Nemzetgyűlés hívta be képviselőnek. 1946-ban a kisgazda többségű új nemzetgyűlés törvénybe iktatta érdemeit és semmisnek mondta ki az ellene hozott ítéleteket.
Károlyi ennek ellenére nehezen szánta rá magát a hazatérésre: nem látta, milyen szerepet tölthetne be, bár a szovjet megszállás dacára is bízott a különutas magyar szocializmus megvalósíthatóságában. Neve a szociáldemokratáknál felmerült köztársaságielnök-jelöltként is, ám miután a választásokon a kisgazdapárt 57%-kal nyert, annak elnökét, Tildy Zoltánt választotta meg a nemzetgyűlés államfővé. Károlyi ezt követően, huszonhét évi emigráció után 1946. május 9-én érkezett haza, azzal az elhatározással, hogy pártokon felül álló politikus marad. Ez azzal járt, hogy nem juthatott jelentősebb szerephez, mert a pártok politikai alkut kötöttek a fontos hatalmi pozíciók paritásos elosztásáról. Egy év után, 1947 augusztusában Rákosi Mátyással, a kommunista párt vezetőjével, majd más politikai pártok képviselőivel folytatott tárgyalásai után végül a párizsi magyar követség vezetését kaphatta meg (rendkívüli követi és meghatalmazott miniszteri rangban). Emellett akkreditálva volt Belgiumban és Luxemburgban is.
Követi jelentéseiben főleg a francia és az angol belpolitikai eseményekről, emellett a nyugati emigráns szervezetek életéről tájékoztatta a külügyminisztériumot, többnyire reálisan, néha tévedésekkel. Jelentéseiben nem bírálta, de más követekkel ellentétben nem is dicsérte a szovjet diplomáciát. Nyilvánosan nem emelt szót ellene, de a külföldi reakciókra hivatkozva óvott például a Pfeiffer-párt törvényellenes felszámolásától (a képviselők mandátumfosztásától), továbbá Mindszenty József hercegprímás meghurcolásától. A főpap 1948. karácsonyi letartóztatása és kirakatpere idején Károlyi sikertelenül próbált közvetíteni „a per igazságos lefolytatásáért és az enyhe ítéletért” (a bíboros bűnösségéről azonban meg volt győződve), illetve azért, hogy Mindszenty a Vatikánba távozhasson. A per után hivatali felettesét, a külügyminiszter Rajk Lászlót figyelmeztette, hogy Magyarország a nyugati világban szalonképtelenné válik. A per koncepciós volta mégsem volt elegendő ahhoz, hogy lemondjon.
A politikai rendőrség ráállított emberei és a követség egyes munkatársai is rendszeresen küldtek jelentéseket róla, a kommunista rezsim melletti kitartása pedig több régi barátját és küzdőtársát – köztük Jászi Oszkárt – indította a vele való végleges szakításra. „[…] tagadom a demokrácia és az emberi szabadság megvalósításának a lehetőségét a bolsevista célkitűzés és a bolsevista morál alapján. Ellenkezőleg, ezek által csak mindjobban eltávolodunk tőle” – írta neki Jászi.
Rajk László 1949. május 31-i letartóztatásáról értesülve táviratban felajánlotta a politikai vezetésnek, hogy hazamegy tanúskodni Rajk mellett. Rákosiék erre egy kommünikét adtak ki a francia kommunista párt lapjában, a L'Humanité-ben, hogy Károlyi „magas kora miatt nem tudott ellenállni az ellenség befolyásának, és átállt az imperializmus oldalára”. Károlyi végül 1949. június 2-án, adta be a lemondását, amit el is fogadtak, majd amikor a Rajk ellen felhozott vádak nyilvánosságra kerültek, Párizsban nyilvánosan leplezte le ezek hazug mivoltát. Utolsó éveiben ismét emigrációban, a dél-franciaországi Vence-ban élt. Ekkor írta meg Hit, illúziók nélkül címmel emlékiratait.
A fentiekre építve a hetvenes évek második felétől a Károlyi-legendárium kiegészült „a diktatúrával szembeforduló agg demokrata politikus” mítoszával, a valóságban ugyanakkor az egykori gróf sohasem fordult el teljesen Rákositól, és még kései memoárjaiban is alapvetően pozitív hangnemben ír róla. A sztálinizmust gyakorta kritizálta, de haláláig nem tudta felszámolni a kommunizmussal kapcsolatos illúzióit.

## Utóélete

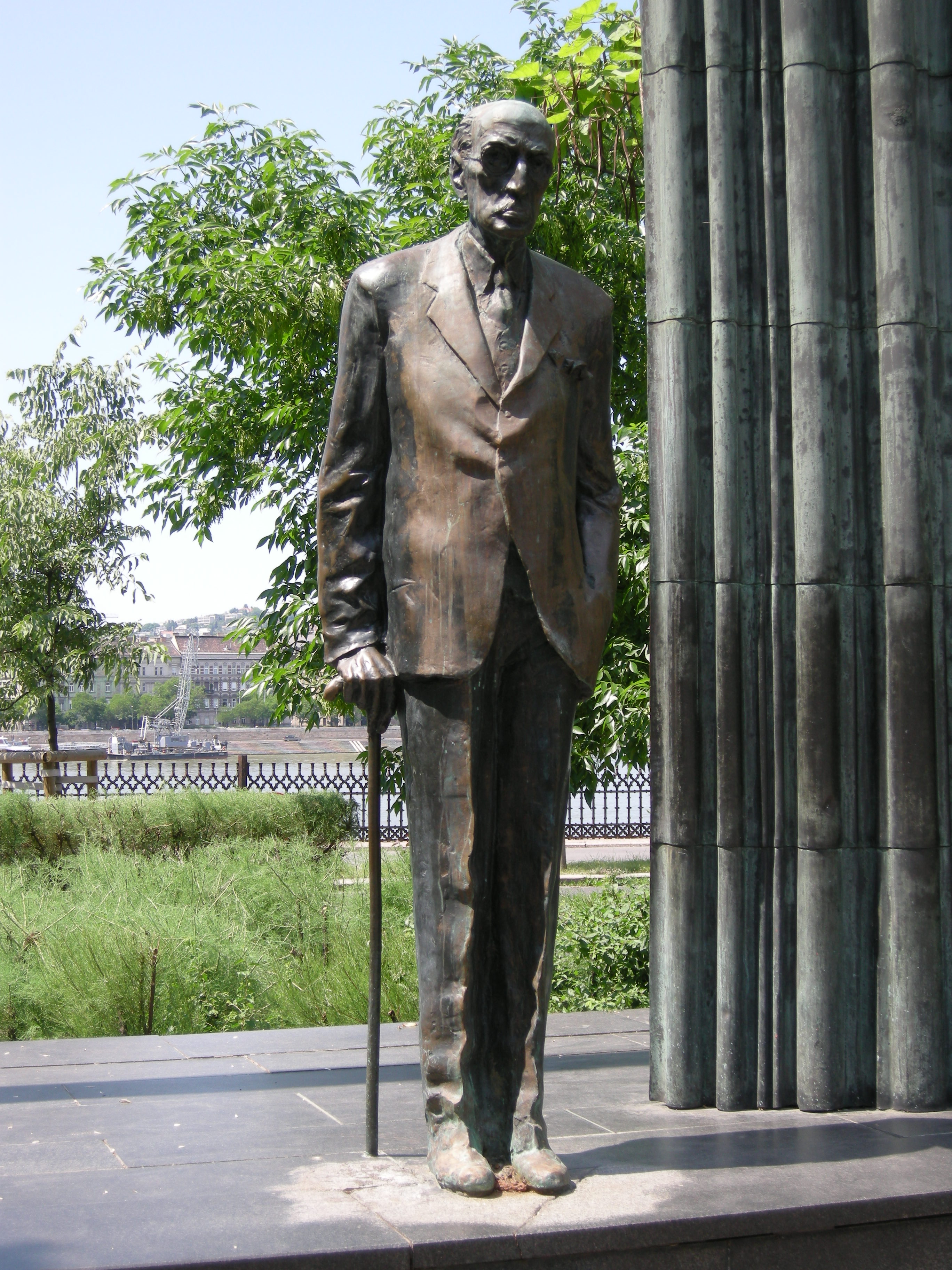
Károlyi Mihály szobra 2009-ben a budapesti Kossuth téren. A tér átrendezése következtében lebontották. 2012-ben Balatonszéplak egyik parkjában újra felállították

Hamvait felesége, Andrássy Katinka kezdeményezésére 1962-ben szállították haza, és temették újra a Kerepesi temetőben.

### Budapesti szobra
Egész alakos szobrát (Varga Imre műve) 1975-ben, születésének századik évfordulóján állították fel az Országház közelében. A rendszerváltozás után a szobrot ismeretlenek többször vörös festékkel öntötték le, máskor hurkot kötöttek a nyakába, táblát akasztottak rá „Én vagyok felelős Trianonért” felirattal. A szobrot 2012. március 29-én hajnalban, a Kossuth tér átrendezése keretében elbontották és egy kőbányai öntöde telephelyére szállították, majd szeptember 5-én Siófokon, alkotójának lakhelyén állították fel ismét.

## Tevékenységének értékelése
Károlyi tevékenysége, személye és politikusi képességei meglehetősen vitatottak kortársai, a történészek és jelenkori közéleti személyiségek között is.

### Személyisége, jelleme
Súlyos fejlődési rendellenessége meghatározó volt Károlyi személyiségének fejlődésében. Műtétje utáni küzdelme a beszédtanulásért, a teljes értékű élet eléréséért akaraterejét megedzették. Felnőttként „vasakarat, becsvágy és a vagyon biztonsága hajtotta”[forrás?] pályáján. Gyermekként gyenge fizikumát felnőttként testedzésekkel igyekezett megerősíteni.
Jászi Oszkár, a barát és küzdőtárs így vélekedett róla: „A magyar államférfiak túlnyomó többségével játszva fölvehette a versenyt. Károlyi nemcsak a régi diplomácia minden külső sliffje fölött rendelkezik, nemcsak elegáns megjelenés és fényes causeur, de a világnyelvek és irodalmak alapos ismerője, sokat tanult, s mindig jól volt tájékozva napjaink története fő problémáiról. [...] Van benne valami a Dosztojevszkij Idiótájából, aki tudvalevőleg azért neveztetik így, mivel elveket és jellemeket a gyermek naivitásával komolyan vesz. Demokrácia, szocializmus, pacifizmus őneki nem politikai jelszavak voltak, hanem erkölcsi realitások, úgyszólván óriási személyiségek, akikkel ő csaknem misztikus kapcsolatban volt. (Ez valóban végzetesen veszélyes helyzet oly politikus számára, akinek voltaképp sosem volt dolga az élet igazi realitásaival, aki az embereket és a dolgokat mindig arisztokrata otthona exterritorialitásából szemlélte!)”
Számos kortársa ugyanakkor Károlyi jellemét negatívan ítélte meg. „Züllött szívű és züllött elméjű mágnásivadék” (Griger Miklós, pap-képviselő); „az önhittség nála tudatlansággal párosult” (Herczeg Ferenc); „befolyásolható, szélsőséges, kapkodó, tehetségtelen, ambiciózus, önismerethiánnyal küszködő, tehát nem ismerte saját képességeit, és végzetesen fanatikus volt” (gr. Batthyányi Tivadar); Kozma Miklós csapattiszt szerint jellemzői: „naivitás, ostobaság, könnyelműség, lelkiismeretlenség.”
Sigmund Freud, aki a Monarchiát felbomlasztani szándékozó függetlenségi politikust látta benne, még 1918 novemberében írta levelében: „Sohasem voltam az ancien régime feltétlen híve, de kérdéses számomra, hogy a politikai bölcsesség jelének tekinthető-e, hogy a sok gróf közül a legokosabbikat [Tisza Istvánt] meggyilkolják, a legbutábbikat [Károlyi Mihályt] pedig megteszik miniszterelnöknek."

### Politikusi tevékenységének értékelése
Számos kortársa, politikai ellenfele, illetve történész és más elemző szerint Károlyi nem volt alkalmas felelős politikusi posztra, különösen nem azokban a vészterhes időkben, amikor hatalomra került. Ifj. Bertényi Iván történész szerint „Károlyi egészen 1916–17-ig egy nagyon sok esetben nevetségesnek és tehetségtelennek tartott mellékszereplő, akit csak a helyzet tragikusan válságosra fordulása emelt elképzelhető alternatívává.”; a Tisza István ellenzékének kérlelhetetlen és jelentős vezéreként őt beállító hagyomány Bertényi (aki Romsics Gergely kutatásaira alapoz) szerint főként az októbristák által táplált mítosz.

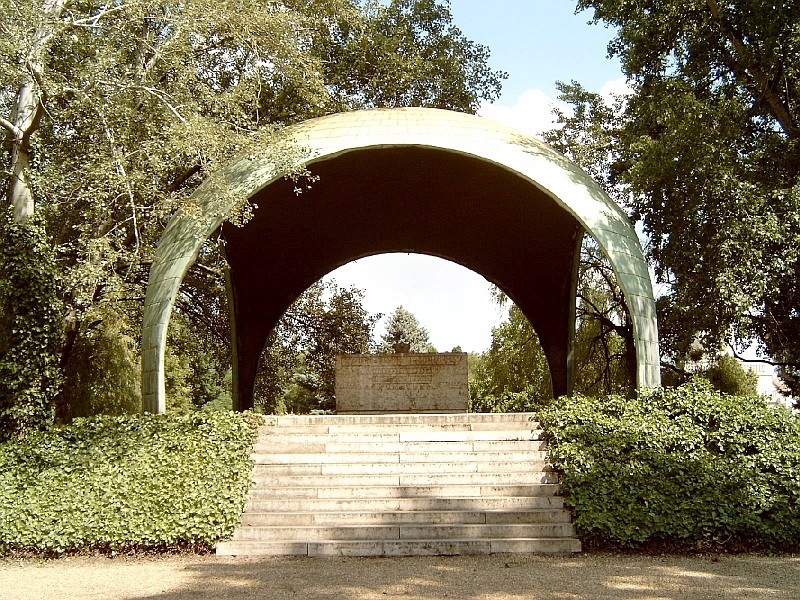
Károlyi Mihály gróf és Károlyi Mihályné, Andrássy Katinka grófnő síremléke Budapesten, Kerepesi temető: Károlyi mauzóleum. Škoda Lajos építész műve

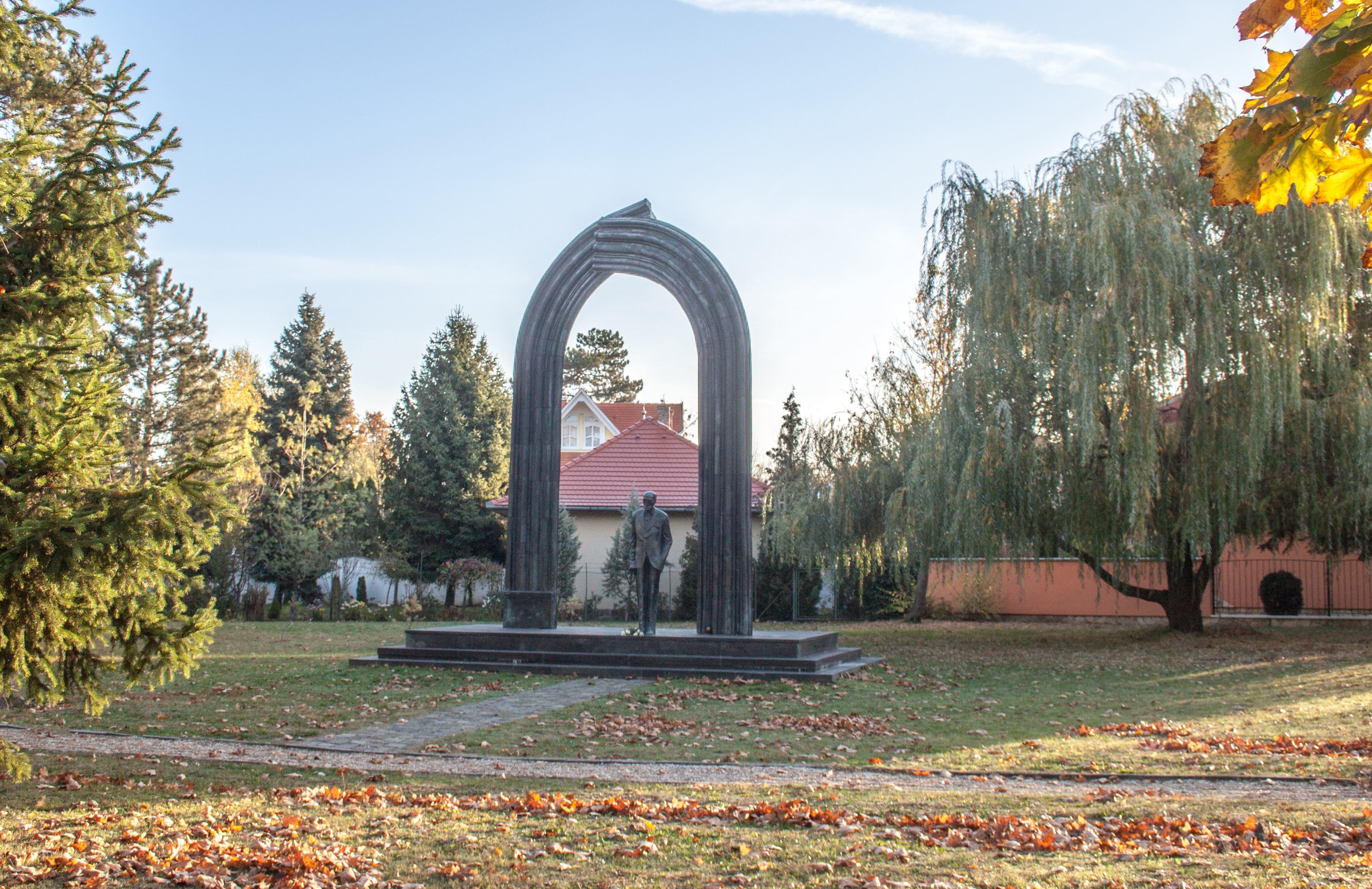
Károlyi szobra Siófok külterületén

Pelle János újságíró szerint Károlyi hatalomra jutva határozatlan és koncepciótlan politikusnak bizonyult, és kezdeti népszerűségét gyorsan elvesztette. Horthy Miklós és Julier Ferenc szerint a Köztársaság meghatározó politikusaként képtelennek bizonyult Magyarország területi integritásának megőrzésére, vagy legalább egy, az első világháborút lezáró jobb békeszerződés elérésére. Több történész szerint politikai tevékenysége dilettantizmusra vall, Raffay Ernő szerint a trianoni békeszerződés feltételeit negatívan befolyásoló belgrádi egyezményben játszott szerepe szintén efelé mutat.
Horthy értékelése szerint „Károlyi Mihály szerencsétlen jelenség, aki a saját társadalmi osztályával meghasonlott és szembefordult. Elkeseredett ifjúságát gátlástalan élvezetek évei követték. Ezek során életmódja kirívó ellentétben állott azokkal a radikális társadalmi követelésekkel, melyeket beszédeiben hangoztatott. Át nem gondolt reformokat követelt, s ezeknek Tisza ellenállt. Ez arra késztette a mérhetetlenül nagyravágyó Károlyit, hogy olyan körökben keressen követőket és támogatást, melyek dühös elvakultsággal törekedtek a rend és mindannak a lerombolására, ami a múlt nemes hagyományain épült és még fennállott; a háború befejezését pedig mindenáron erőszakolták. Károlyi így vált öreg uralkodónk halála után Magyarországon a gyorsan szaporodó defetisták vezérévé, és mint miniszterelnök készült tervei megvalósítására.”
Károlyit a Horthy-korszak kezdetén, 1921 és 1923 között lefolytatott perben a hivatalosan is ellenforradalmi Magyarország egy erősen vitatott, koncepciózus perben felségsértés és hűtlenség miatt teljes vagyonelkobzásra ítélte. A perben vétett formai és tartalmi szabálytalanságok miatt a brit és a francia parlamentben több éles kritika elhangzott az eljárással és az ítélettel szemben.
A hivatalos értékelés nyomán a közvéleményben is negatív kép alakult ki róla. Az ekkor született írások, elemzések, memoárok Károlyit gyenge kezű, naiv, végletesen és végzetesen antantbarát politikusként értékelték, sőt egyes írásokban hazaárulónak nevezték. Hogy földosztásának jelentőségét csökkentsék, a húszas évektől azt terjesztették, hogy jelzáloggal terhelt földet osztott ki. Ez tévedés, Károlyinak akkor már nem voltak adósságai, birtokainak nagy része különben is hitbizomány volt, melyet nem lehetett megterhelni.
A 2000-es évektől kezdve néhány történész, mint Gulyás László vagy Szidiropulosz Archimédesz felveti Károlyi Mihály személyes felelősségének kérdését, politikusi erényeinek hiányát vagy hazaárulását. Zachar József a Károlyi Mihály-kormány tevékenységét puccsistának tartja.

### Más vélemények: Károlyi csupán bűnbak
Mind a Horthy-korban, mind azóta számosan állítják: a Károlyira szórt vádak és rágalmak „bűnbakká teszik őt” mások vétkeiért és az elkerülhetetlen fejleményekért. Krúdy Gyula 1919-ben írt A kápolnai földosztás című munkájában „Magyarország legnagyobb emberének” nevezte. Majd 1925-ben, miután Károlyit „hazaárulóként” elítélték, Károlyi különös pályafutása című írásában – érzékeltetve ugyan Károlyi külpolitikai tévedését – ismét állást foglalt a gróf földosztó politikája mellett, felidézve beszédét: „– Ez eddig az enyém volt. Mától fogva maguknak adom! – Ennél jobb szónoklat sem hangzott még el a kápolnai mezőn.”
Bibó István, a 20. századi magyar politikai gondolkodás egyik legnagyobb alakja pedig nevezetes  című művében (1948) kifejti, hogy az a nézet, mely szerint „Magyarország feldarabolásáért a két forradalom felelős”, „nyugodtan fittyet hányhatott a tényeknek; annak, hogy éppen a trianoni bűnbakként odaállított Károlyi Mihály volt az, aki a békeszerződést „nem volt hajlandó aláírni”, „ezzel szemben Horthyékat az antant azért és azzal a feltétellel juttatta uralomra, hogy a trianoni békeszerződést elfogadják és aláírják.”
A Kádár-rendszer 1965–1989 közötti időszakának történetírása majd a rendszerváltást követően meghatározó megközelítés pozitívnak láttatta Károlyi életművét. Ide sorolható az első Károlyi-monográfia szerzője, Hajdu Tibor, Ormos Mária, Romsics Ignác, Pritz Pál vagy Zeidler Miklós nem tekinti Károlyit hazaárulónak, inkább „determinista nézőpontból” a külpolitikai behatároltsággal és a szűk belpolitikai mozgástérrel magyarázzák Károlyi lépéseit.

## Elismerése
- Kossuth-érdemrend (első osztály) (1949)

## Származása
| gr. nagykárolyi Károlyi Mihály (Budapest, 1875. márc. 4.– Vence, 1955. márc. 19.) politikus, miniszterelnök, köztársasági elnök | Apja: gr. Károlyi Gyula (Pest-Buda, 1837. júl. 5.– Budapest, 1890. nov. 23.) császár és királyi kamarás | Apai nagyapja: Károlyi György (Bécs, 1802. márc. 28.– Budapest, 1877. nov. 9.) főispán, politikus, mecenás, az MTA tagja | Apai nagyapai dédapja: gr. Károlyi József (Bécs, 1768. okt. 7.– Bécs, 1803. ápr. 4.) főispán                                    |
| gr. nagykárolyi Károlyi Mihály (Budapest, 1875. márc. 4.– Vence, 1955. márc. 19.) politikus, miniszterelnök, köztársasági elnök | Apja: gr. Károlyi Gyula (Pest-Buda, 1837. júl. 5.– Budapest, 1890. nov. 23.) császár és királyi kamarás | Apai nagyapja: Károlyi György (Bécs, 1802. márc. 28.– Budapest, 1877. nov. 9.) főispán, politikus, mecenás, az MTA tagja | Apai nagyapai dédanyja: gr. Waldstein-Wartenberg Mária (Bécs, 1769. okt. 28.– Pest, 1813. jan. 3.)                              |
| gr. nagykárolyi Károlyi Mihály (Budapest, 1875. márc. 4.– Vence, 1955. márc. 19.) politikus, miniszterelnök, köztársasági elnök | Apja: gr. Károlyi Gyula (Pest-Buda, 1837. júl. 5.– Budapest, 1890. nov. 23.) császár és királyi kamarás | Apai nagyanyja: gr. zicsi és vázsonykői Zichy Karolina (Pozsony, 1818. nov. 8.– Budapest, 1903. jan. 30.)                | Apai nagyanyai dédapja: gr. Zichy Károly (Pozsony, 1785. okt. 11.– Ciffer, 1876. jún. 1.) császár és királyi kamarás            |
| gr. nagykárolyi Károlyi Mihály (Budapest, 1875. márc. 4.– Vence, 1955. márc. 19.) politikus, miniszterelnök, köztársasági elnök | Apja: gr. Károlyi Gyula (Pest-Buda, 1837. júl. 5.– Budapest, 1890. nov. 23.) császár és királyi kamarás | Apai nagyanyja: gr. zicsi és vázsonykői Zichy Karolina (Pozsony, 1818. nov. 8.– Budapest, 1903. jan. 30.)                | Apai nagyanyai dédanyja: gr. németújvári Batthyány Antónia (Pozsony, 1789. jún. 8.– 1825. jún. 15.)                             |
| gr. nagykárolyi Károlyi Mihály (Budapest, 1875. márc. 4.– Vence, 1955. márc. 19.) politikus, miniszterelnök, köztársasági elnök | Anyja: gr. Károlyi Georgine (Fót, 1852. jan. 13.- Fót, 1878. febr. 12.)                                 | Anyai nagyapja: gr. Károlyi Ede (Párizs, 1821. jún. 18.– Budapest, 1879. szept. 28.)                                     | Anyai nagyapai dédapja: gr. Károlyi István (Bécs, 1797. nov. 18.– Fót, 1881. jún. 12.) főispán, politikus                       |
| gr. nagykárolyi Károlyi Mihály (Budapest, 1875. márc. 4.– Vence, 1955. márc. 19.) politikus, miniszterelnök, köztársasági elnök | Anyja: gr. Károlyi Georgine (Fót, 1852. jan. 13.- Fót, 1878. febr. 12.)                                 | Anyai nagyapja: gr. Károlyi Ede (Párizs, 1821. jún. 18.– Budapest, 1879. szept. 28.)                                     | Anyai nagyapai dédanyja: gr. Dillon Georgine (Párizs, 1799. máj. 10.– Drezda, 1827. máj. 3.)                                    |
| gr. nagykárolyi Károlyi Mihály (Budapest, 1875. márc. 4.– Vence, 1955. márc. 19.) politikus, miniszterelnök, köztársasági elnök | Anyja: gr. Károlyi Georgine (Fót, 1852. jan. 13.- Fót, 1878. febr. 12.)                                 | Anyai nagyanyja: gr. göncruszkai Kornis Klarissza (Nagyszeben, 1834. jan. 29.– Abbazia, 1906. dec. 10.)                  | Anyai nagyanyai dédapja: gr. Kornis Mihály (Dés, 1796. ápr. 24.– Héderfája, 1835. nov. 27.) publicista, politikus, az MTA tagja |
| gr. nagykárolyi Károlyi Mihály (Budapest, 1875. márc. 4.– Vence, 1955. márc. 19.) politikus, miniszterelnök, köztársasági elnök | Anyja: gr. Károlyi Georgine (Fót, 1852. jan. 13.- Fót, 1878. febr. 12.)                                 | Anyai nagyanyja: gr. göncruszkai Kornis Klarissza (Nagyszeben, 1834. jan. 29.– Abbazia, 1906. dec. 10.)                  | Anyai nagyanyai dédanyja: gr. iktári Bethlen Kata (1815–1871)                                                                   |

## Írásai
- Egy egész világ ellen, 1., Harcom a békéért, Kulturpolitik, München, 1923 (Bécs, 1923; Budapest, 1965) (emlékiratok, sajtó alá rendezte: Lorsy Ernő)
- Tiétek a föld! Üzenet a magyar földmívesszegénységnek, s.n., Párizs, 1931
- Faith Without Illusion (London, 1956) (emlékiratok)
- Károlyi Mihály válogatott írásai. 1920–1946, 1-2., vál., sajtó alá rend. Kiss Szilvia, bev. Molnár Erik, Károlyi Mihályné, jegyz. Kiss György, ford. Terényi István; Gondolat, Budapest, 1964
- Egy egész világ ellen, utószó, jegyz. Kiss György; Gondolat, Budapest, 1965
- Az új Magyarországért (Magvető, 1968) (Válogatás 1918 előtti parlamenti beszédeiből és cikkeiből, valamint az Egy egész világ ellen kiadatlan részeiből)
- Ravelszki. Dráma, átdolg., bev. Hubay Miklós; Magvető, Budapest, 1970
- Hit, illúziók nélkül (Budapest, Magvető; 1977, ISBN 9632705602; cenzúrázva). Angolul 1956-ban jelent meg. Cenzúrázatlanul: Hit, illúziók nélkül; Magyarra fordította: Litván György Európa Könyvkiadó, 2013 ISBN 9789630793599

### Károlyi Mihály levelezése(1978–2015)
Károlyi Mihály levelezése, 1-6., Akadémiai, Budapest, 1978–1991; Napvilág, Budapest, 2003–2015
- 1. 1905–1920, 1978
- 2. 1921–1925, szerk. Hajdu Tibor, közrem. Litván Károly, Rozsnyói Ágnes, Varga J. János, névmutató H. Kohut Mária; 1990
- 3. 1925–1930, szerk. Hajdu Tibor, függelék összeáll. Litván György, közrem. Rozsnyói Ágnes, Varga F. János, névmutató H. Kohut Mária; 1991
- 4/A 1930–1939, szerk. Hajdu Tibor, Litván György; 2014
- 4/B 1940–1944, szerk. Hajdu Tibor, Litván György; 2015
- 5. 1945–1949, szerk. Hajdu Tibor, közrem. Litván György, névmutató Gelléri Gábor; 2003
- 6. 1949–1955, szerk. Hajdu Tibor, közrem. Litván György, névmutatók Gelléri Gábor; 2008